# Michel Ocelot
Michel Ocelot es un escritor y director de cine francés que se ha hecho conocido por sus películas de animación, tales como Kirikú y la bruja (1998) o Azur & Asmar (2006). Además, sus obras han conseguido varios premios entre los que se encuentran uno a mejor película que le dieron en el 'Chicago International Children's Film Festival' por Kirikú y las bestias salvajes (en francés Kirikou et les bêtes sauvages), y otro que le dieron en el 'Festival de Sitges' por Les Contes de la nuit (2011).

## Biografía

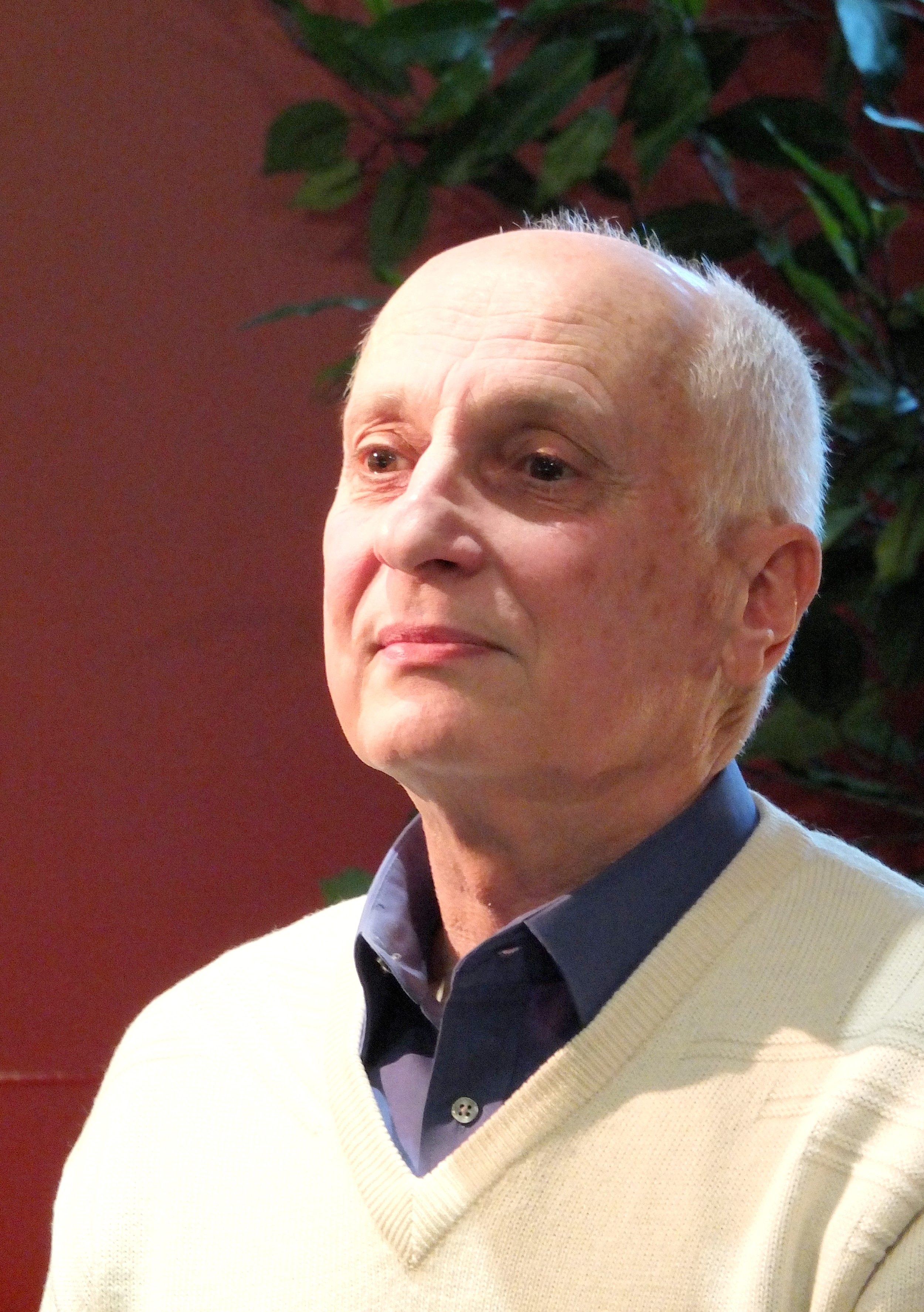
Michel Ocelot, en oportunidad de la presentación del DVD de 'Kirikou et les hommes et les femmes', el 16 de febrero de 2013, en la 'FNAC des Ternes', en el XVII Distrito de París, Francia.

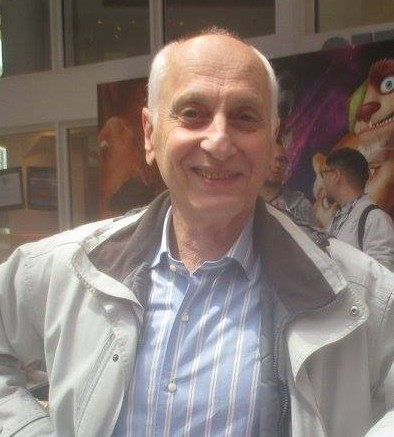
Michel Ocelot en el Festival Internacional de Cine de Animación de Annecy, 2016.

Michel Ocelot, nació en 1943 en Villefranche-sur-Mer, en la llamada Côte d'Azur, en Francia, habiendo pasado su infancia en Conakri (Guinea), y su adolescencia en Angers (Francia), antes de instalarse en la propia capital francesa.
Se formó en la Escuela Regional de Bellas Artes de Ruan, en la Escuela nacional superior de las artes decorativas en París, y luego en Estados Unidos, en el California Institute of the Arts en California.
Inicialmente se interesó en el cine de animación como amateur, realizando durante sus vacaciones y con un grupo de amigos, varios cortos metraje en donde cada cual utilizaba libremente las técnicas que más le interesaban. Y según propias palabras de Michel Ocelot, esto dio como resultado creaciones muy variadas utilizando técnicas muy simples. En esa oportunidad, Ocelot utilizó papel recortado, técnica que utilizará más tarde para la realización de la serie Ciné si (Princes et Princesses). Uno de los rasgos característicos de este director, siempre fue tratar de hacer las cosas de la manera más simple posible.
En 1976 realizó la serie Les Aventures de Gédéon (según Benjamin Rabier), y luego en 1979, vio la luz su primer corto metraje producido profesionalmente, Les Trois Inventeurs, para Animation Art graphique Audiovisuel (AAA). También en 1979 recibió el premio de la BAFTA, en Londres, precisamente por la película que acaba de citarse, y en 1983 recibió el César du meilleur court-métrage d'animation por el film La Légende du pauvre bossu, también producida para Animation Art graphique Audiovisuel (AAA).
Es el productor de la serie de televisión Ciné si (La Fabrique, 1989), que en el año 2000 inspiró el programa Princes et Princesses basado en la técnica de las sombras chinescas con papeles recortados.
Para celebrar el "Día Internacional de la Animación", el 28 de octubre de 2003 Ocelot participó en un día especial en técnicas de animación en el Forum des images en París , en el cierre de la "Fiesta de la película de animación ". Hizo una demostración de la sencillez de su técnica en vivo.
Ocelot ha sido y es muy sensible a los trabajos de animación de Rusia, y en este contexto ha hecho amigos tales como Nina Chorina, quien le regaló el perro que fue utilizado en Le Caniche, una película que mezcla decorados, objetos de papel cortado, y pinturas con marionetas articuladas (como el perro).
También ha realizado largometrajes, como ser: Kirikou et la sorcière (1998), Kirikou et les Bêtes sauvages (en colaboración con Bénédicte Galup, 2005) et Azur et Asmar (2006).
También presidió la Association Internationale du Film d'Animation (ASIFA), desde 1994 hasta 2000.
En 2007, Michel Ocelot realizó para Björk el clip Earth Intruders, primer sencillo de su álbum Volta. Así, retoma varios temas tradicionales de África Occidental, como en sus dos films Kirikou.
En el año 2011 obtuvo el Prix Henri-Langlois Film d'animation et de l'image animée por el conjunto de su obra.

## Filmografía
- 1976 Les Aventures de Gédéon.[21]
- 1980 Les Trois Inventeurs.[22]
- 1981 Les filles de l'égalité.[23]
- 1982 Beyond Oil.[24]
- 1982 La légende du pauvre bossu.[25]
- 1986 La princesse insensible.[26]
- 1987 Les quatre voeux du vilain et de sa femme.[27]
- 1989 Cine sí.[17]
- 1992 Les contes de la nuit (Los cuentos de la noche).[28][29]
- 1998 Kirikou et la sorcière (Kirikú y la bruja).[30]
- 2000 Princes et Princesses (Príncipes y princesas).[31]
- 2005 Kirikou et les Bêtes sauvages (Kirikú y las bestias salvajes).[32]
- 2006 Azur et Asmar (Azur & Asmar).[33]
- 2010 Dragons et princesses (Dragones y princesas).[34]
- 2011 Les contes de la nuit (Los cuentos de la noche).[8][29]

- 2018 Dilili in París (Dilili en París).